# British Rail Class 319
British Rail Class 319 - typ elektrycznych zespołów trakcyjnych, budowanych w latach 1987-1988 i ponownie w 1990 przez zakłady BREL w Yorku. Łącznie zbudowano 86 zestawów tego typu. Od początku projektowano je przede wszystkim z myślą o trasie z Bedford do Brighton przez Londyn (linia kolejowa Thameslink) i służyły kolejnym przewoźnikom obsługującym to połączenie: British Rail, Thameslink, First Capital Connect. W 2017, firma Northern Rail kupiła należące do Thameslink wszystkie pociągi tego typu i przemalowała na barwy Northern Rail.

## Linki zewnętrzne

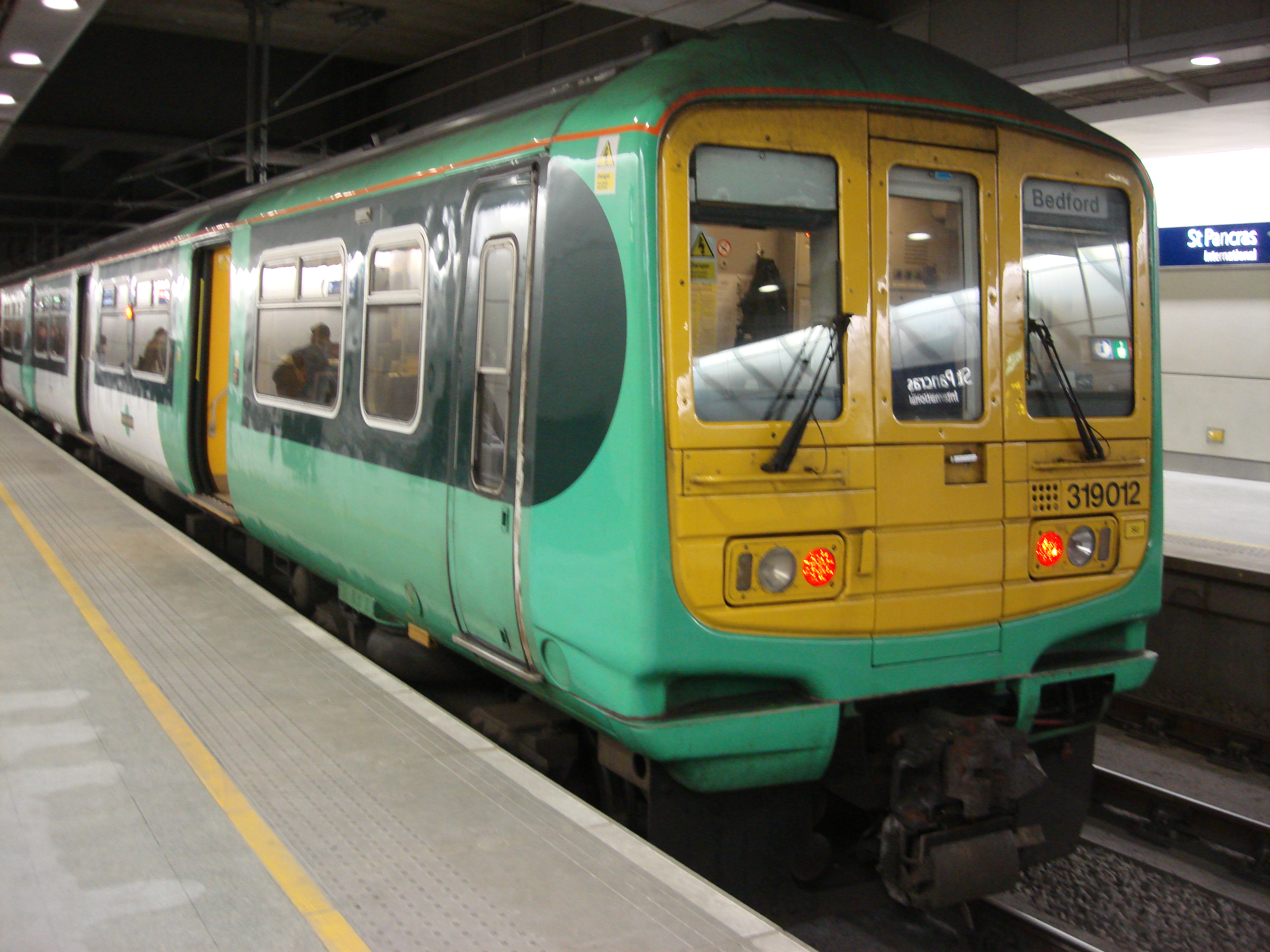
Pociąg typu Class 319 w barwach firmy Southern